# Крантенуа
Крантенуа́ (фр. Crantenoy) — коммуна во французском департаменте Мёрт и Мозель региона Лотарингия. Относится к  кантону Аруэ.

## География
Крантенуа расположен в 26 км к югу от Нанси. Соседние коммуны: Сен-Ремимон на севере, Нёвиллер-сюр-Мозель на северо-востоке, Ланёввиль-деван-Байон на востоке, Лемениль-Митри на юго-востоке, Лебёвиль на юге, Водиньи на юго-западе, Водевиль на западе, Орм-э-Виль на северо-западе.

## Демография
Население коммуны на 2010 год составляло 130 человек.
| 1962 | 1968 | 1975 | 1982 | 1990 | 1999 | 2010 |
| ---- | ---- | ---- | ---- | ---- | ---- | ---- |
| 81   | 113  | 290  | 308  | 104  | 106  | 130  |